# (29503) 1997 WQ38
A (29503) 1997 WQ38 a Naprendszer kisbolygóövében található aszteroida. A LINEAR projekt keretében fedezték fel 1997. november 29-én.